# 佐々木久実
佐々木 久実（ささき くみ）は秋田県仙北郡美郷町（旧六郷町）出身の日本画家。秋田県立横手高等学校・多摩美術大学絵画科卒業。

## 作品発表・受賞歴
- 1999年 - 第17回上野の森美術館大賞展入選
- 2000年 - 第18回上野の森美術館大賞展入選
- 2000年 - 第1回飛翔5展（日本画新人選抜5人企画展）参加（2004年まで）
- 2000年 - ハンガリージャパンアート2000展
- 2001年 - ハンガリージャパンアート2001展
- 2002年 - 佐々木久実/企画個展（六郷町学友館）
- 2003年 - 平和へのメッセージ展/日本ユネスコ後援/日・米・英（佐藤美術館）
- 2005年 - 第31回春季創画展
- 2006年 - 第32回春季創画展
- 2007年 - 絵巻物展（Gallery d.g. /ギャラリーはね）
- 2008年 - 第34回春季創画展
- 2009年 - S．H氏が見守る作家達の展覧会（自由が丘・もみの木画廊）

| スタブアイコン | サブスタブ | この項目は、まだ閲覧者の調べものの参照としては役立たない、人物に関連した書きかけの項目です。この項目を加筆・訂正などしてくださる協力者を求めています（P:人物伝/PJ:人物伝）。 |